# Spalerosophis atriceps
Espèce
Synonymes
- Zamenis diadema var. atriceps Fischer, 1885

Spalerosophis atriceps  est une espèce de serpents de la famille des Colubridae.

## Répartition
Cette espèce se rencontre en Inde et au Pakistan.

## Description
Spalerosophis atriceps mesure entre 150 et 180 cm. Son dos est beige ou orangé avec des taches asymétriques noires. Sa tête est noire et présente des reflets irisés. Les juvéniles sont gris ou brun clair avec des taches longitudinales brunes en forme de losange ou ovale.
Ce serpent affectionne les zones semi-désertiques aux sols sableux, argileux ou rocailleux, ou les zones herbeuses à végétation éparse. Il est nocturne et se cache dans les terriers de rongeurs. Il se nourrit de rongeurs et de lézards.
C'est une espèce ovipare. La femelle pond jusqu'à 15 œufs.

## Étymologie
Son nom d'espèce, du latin atri, « noir », et ceps, « tête », lui a été donné en référence à sa livrée.

## Publication originale
- Fischer, 1885 : Ichthyologische und herpetologische Bemerkungen. V. Herpetologische Bemerkungen. Jahrbuch der Hamburgischen Wissenschaftlichen Anstalten, vol. 2, p. 82-121 (texte intégral).